# Greg Cochrane
Gregory 'Greg' Cochrane (Bucks County, 1 november 1990) is een Amerikaans voetballer. Hij verruilde in 2014 Los Angeles Galaxy voor Chicago Fire. 

## Clubcarrière
Cochrane werd in de tweede ronde van de MLS SuperDraft 2013 als achtendertigste gekozen door Los Angeles Galaxy. Op 13 april 2013 maakte hij zijn debuut tegen FC Dallas. Hij werd door scouts beschreven als een snelle linksback vol energie die ook op het middenveld kan spelen. Op 3 maart 2014 werd hij naar Chicago Fire gestuurd. Hij maakte zijn debuut op 23 maart 2014 tegen New York Red Bulls.

## Statistieken
| Seizoen         | Club               |                           | Competitie      | Competitie | Competitie | Beker | Beker | Internationaal | Internationaal | Totaal | Totaal |
| Seizoen         | Club               | Wed.                      | Competitie      | Dlp.       | Wed.       | Dlp.  | Wed.  | Dlp.           | Wed.           | Dlp.   |        |
| --------------- | ------------------ | ------------------------- | --------------- | ---------- | ---------- | ----- | ----- | -------------- | -------------- | ------ | ------ |
| 2013            | Los Angeles Galaxy | Vlag van Verenigde Staten | MLS             | 12         | 0          | 0     | 0     | 0              | 0              | 12     | 0      |
| 2014            | Chicago Fire       | Vlag van Verenigde Staten | MLS             | 12         | 0          | 0     | 0     | 0              | 0              | 12     | 0      |
| Club totaal     | Club totaal        | Club totaal               | Club totaal     | 24         | 0          | 0     | 0     | 0              | 0              | 24     | 0      |
| Carrière totaal | Carrière totaal    | Carrière totaal           | Carrière totaal | 24         | 0          | 0     | 0     | 0              | 0              | 24     | 0      |

Bijgewerkt t/m 29 december 2014